# Занд (Схаген)
'т-Занд (нід. 't Zand) — село в нідерландській провінції Північна Голландія. Входить до муніципалітету Схаген.
Його площа становить 14,66 км², а населення станом на 2021 рік складало 2 455 осіб.
Перша згадка про населений пункт датується 1770 роком.